# 286842 Joris
286842 Joris este un asteroid din centura principală de asteroizi.

## Descriere
286842 Joris este un asteroid din centura principală de asteroizi. A fost descoperit pe 3 iulie 2002 la Observatorul Palomar de Maik Meyer. Asteroidul prezintă o orbită caracterizată de o semiaxă mare de 3,21 ua, o excentricitate de 0,15 și o înclinație de 4,3° în raport cu ecliptica.